# Imageboard
Un'imageboard, detta anche *chan come abbreviazione di channel (lett. canale), è un tipo di sito Internet basato sulla pubblicazione di immagini da parte dei propri utenti. Le prime imageboard sono di origine giapponese, e numerose imageboard in lingua inglese sono dedicate a vari aspetti della cultura giapponese, come ad esempio manga e anime.

## Caratteristiche delle imageboard
Il principio basilare di un'imageboard è di consentire ai propri utenti l'inserimento di immagini delle quali discutere. A differenza di un forum, che deriva dalle BBS e i cui contenuti sono principalmente di natura testuale, le *chan dipendono largamente dalle immagini, tanto che una nuova discussione (EN: thread = filo) può essere iniziata solo con un'immagine, e non con un commento testuale singolo.
In modo simile a un forum, le imageboard sono quindi utilizzate per discutere una grande varietà di argomenti, ma non necessariamente i loro contenuti sono prodotti originalmente dagli utenti nell'ambito della imageboard o specificamente per essa, ma anche prelevate da altri siti Internet. La transitorietà dei contenuti, ottenuta tramite i sistemi di pruning, analizzati in seguito, permette di arginare i problemi legati al copyright.

### Anonimato
Le imageboards usano diffusamente un sistema basato sull'anonimato, incoraggiato fin dalle prime incarnazioni in Giappone; per inserire risposte in una imageboard non è necessario registrarsi, ma è possibile commentare in forma completamente anonima e talvolta questo è addirittura forzato eliminando il campo "Nome". L'unico metodo di identificazione consentito è l'impiego di tripcodes associati al nome, ovvero sequenze alfanumeriche generate in modo automatico da uno script contenuto nel software stesso.

### Pruning
Le imageboard, a differenza di molti forum, hanno un sistema automatizzato e costantemente attivo di cancellazione (pruning) dei thread. Il principio su cui si basa questa cancellazione è quello di eliminare le discussioni che hanno l'ultima risposta più indietro nel tempo, secondo il principio della pila FIFO. Con questo sistema, nel momento in cui viene data una risposta a un thread già esistente o ne viene creato uno nuovo, il thread viene posto in cima alla prima pagina e diventa di fatto il primo thread visualizzato. Nel caso in cui sia un nuovo thread, per fargli spazio verrà eliminato quello con l'ultima risposta più vecchia in ordine di tempo, eliminato indipendentemente dalla data di creazione del thread.
Questo sistema permette quindi di eliminare rapidamente i thread di minore successo (ovvero quelli che hanno ricevuto poche risposte) o quelli che non hanno ricevuto risposte recenti e che perciò si presume abbiano terminato il loro motivo di interesse. È inoltre possibile stabilire criteri aggiuntivi per l'eliminazione dei thread: ad esempio, un limite di risposte massimo oltre il quale il thread non può più essere promosso in cima alla pagina, oppure un limite temporale per ricevere risposte.
I thread delle image boards più veloci (come ad esempio 4chan) hanno una vita media pari o inferiore a 20 minuti. Gli utenti possono influire su questo processo di promozione/depromozione dei thread inserendo nel campo e-mail la parola sage (下げ?) (da "sageru" = abbassare) che non promuove il thread in cima alla pagina. L'uso della funzione sage è originariamente legata a una forma di rispetto, perché usato dall'utente per inserire un commento ritenuto non importante. Nelle image boards occidentali, l'uso di "sage" è diventato un segno di disapprovazione nei confronti di un thread.

### Software
Le singole imageboards possono avere al loro interno delle sottosezioni, che possono essere a loro volta chiamate image boards. Ognuna di esse può essere identificata da una lettera o da una sequenza di lettere, che in molti casi corrispondono anche alla cartella del server remoto su cui è ospitato il suo contenuto.
Molte boards offrono il supporto per file che non siano solo immagini, come ad esempio archivi RAR e ZIP, musica in formato MP3 e Ogg, e file Flash. Altre consentono incorporamento di video provenienti da siti come YouTube e Google Video.
I software più diffusi per le image boards sono Futallaby (in PHP), e Wakaba (in Perl). Kusaba  (in PHP) è uno dei più comuni per via della relativa semplicità d'uso, ma il suo supporto ufficiale è terminato, e quindi è possibile reperirlo sotto altre forme modificate (come ad esempio Serissa, usato su 99chan, o KusabaX), o addirittura versioni scritte in python sono in via di creazione.

## Imageboard di valore storico

### Dogolachan

Marcelo Valle Silveira Mello.

Dogolachan era un imageboard dell'estrema destra in Brasile. La sua prima versione fu creata nel 2013 da Marcelo Valle Silveira Mello, un cittadino brasiliano che è attualmente in detenzione, precedentemente noto come hacker e analista informatico.

### Futaba Channel
Futaba Channel (ふたば☆ちゃんねる?), spesso abbreviata impropriamente con il nome 2chan, è un'imageboard giapponese. Improntata sul modello dell'anonimità dei suoi utenti, permette di inserire contenuti di qualsiasi tipo nelle sue board, senza distinguere tra ciò che è SFW (safe for work, ovvero che può essere visto mentre si sta al lavoro) e quello che non lo è (NSFW), come ad esempio immagini di carattere pornografico. Tuttavia, esiste una forte distinzione tra le board che ospitano contenuti in 2-D e quelle dedicate alle immagini 3-D.

### 4chan
4chan è un' imageboard americana nata con caratteristiche simili a quelle di Futaba Channel, e nasce come un sito dedicato principalmente alla discussione di manga e anime; con il tempo, la board /b/ - Random ha acquisito un numero largamente preponderante di post, diventando di fatto popolare in sé e incarnando lo spirito di 4chan agli occhi dei visitatori. L'identità collettiva è diventata sinonimo di 4chan stessa, anche se le radici e le motivazioni sono eterogenee quanto i suoi componenti.
In particolare, 4chan è attualmente tra i 1200 siti più visitati al mondo, e tra i primi 500 in America e in Canada.

### Altri siti
La maggior parte dei siti che prendono spunto da 4chan tendono a conformarsi allo stile di quest'ultimo, e in generale si rifanno a una cultura riconosciuta: il segno più evidente è nel nome di molti siti, che tendono ad avere nomi che finiscono con il suffisso -chan. I singoli siti hanno poi approcci differenti alla cultura delle imageboard, oppure cercano di differenziarsi o specializzarsi. Esempi di questa specializzazione sono:
- Alternative, ovvero siti in lingua inglese che sono di fatto alternative a 4chan: ad esempio 7chan, nato da una costola di "dissidenti" di 4chan; oppure 420chan, che alle board tradizionali aggiunge diverse boards per la discussione del consumo di droghe.
- Specializzazione, ovvero siti che si focalizzano su un determinato argomento, come ad esempio sia esso la produzione di anime e manga (iichan), oppure pornografia di matrice fetish (12chan, GUROchan, BBWchan...)
- Nazionalizzazione, ovvero di siti che costituiscano un'alternativa in una lingua nativa rispetto a 4chan (Underfoule per i francesi, Krautchan per i tedeschi, Spchan per gli svedesi, Ylilauta per i finlandesi, DioChan per gli italiani, etc.)

## Cultura collegata alle imageboard americane ed europee
La longevità di 4chan (circa 22 anni di attività interrotta solo in brevi occasioni), ha portato alla cementificazione di una sottocultura ad essa legata, e in particolare alla sua board /b/. La casualità dei contenuti in essa inseriti, unitamente a delle difficoltà oggettive di controllo per un sito che permette di inserire immagini in forma anonima, hanno trasformato /b/ in una sorta di "zona franca" dove periodicamente si riaffacciano contenuti di ogni tipo, continuamente ripetuti e rielaborati dagli utenti. Tali contenuti, quando riconosciuti come validi, prendono il nome di memes, dalla definizione data di tale termine da Richard Dawkins.
I suoi utenti tendono a identificarsi in un'entità condivisa, detta Anonymous (lett. Anonimo), che viene considerata come un'unica definizione alla quale ci si riferisce sia al singolare che al plurale. Ad Anonymous, in genere, si associano degli stereotipi classici dei nerd, ovvero il sesso maschile, gli atteggiamenti antisociali, la passione per i computer e per la pornografia, l'incapacità comunicativa nei confronti del sesso femminile.
La sottocultura si propaga direttamente anche alle altre imageboard, e numerosi siti raccolgono informazioni sui contenuti di esse, come ad esempio numerose wiki: Encyclopedia Dramatica, Wikichan e Lurkmore.
Tra gli atti da utenti più o meno affiliati ad Anonymous, alcuni hanno richiamato l'attenzione dei media, e in particolare di quelli americani. Agli onori della cronaca sono passate le finte minacce terroristiche riguardanti eventi sportivi, azioni massive di hacking effettuato su numerosi account di MySpace, gli attacchi personali contro il politico ed esponente americano di estrema destra Hal Turner, le proteste contro la Chiesa di Scientology nell'ambito delle manifestazioni mondiali denominate "Project Chanology" e la vittoria di Rick Astley agli MTV Europe Music Awards 2008 come miglior artista di sempre. 
Contestualmente all'attenzione dei media, le imageboard hanno ricevuto anche un'esposizione nei confronti del pubblico di Internet.